# 제3SS기갑사단 토텐코프
제3SS기갑사단 토텐코프(독일어: 3. SS-Panzer-Division Totenkopf)는 제2차 세계 대전 당시 무장 친위대에 의해 편성된 38개 사단 중 하나이다. 토텐코프의 전적은 수많은 전쟁범죄로 퇴색되었으며, 그 전쟁범죄 대부분은 SS해골단(SS-Totenkopfverbände)와 일반 친위대(Allgemeine-SS) 그리고 질서경찰(Ordnungspolizei)에서 차출된 병사들에 의해서 자행되었다.
토텐코프 사단은 "게르만 민족"으로 구성된 무장 친위대 사단에 속한다. 제1 SS 기갑 사단 LSSAH, 제2 SS 기갑 사단 다스 라이히 그리고 제5 SS 기갑 사단 비킹 또한 게르만 민족으로 구성된 사단에 속한다.

## 편성과황색 상황 작전
토텐코프(해골) SS사단은 1939년 10월에 편성되었다. 사단은 강제수용소 경비원들과 SS향토방위군 단치히(SS-Heimwehr Danzig)로 편성되었다. 초기에는 SS전투부대에서 차출된 인원들에 의해 관리되었고, 상당수 병력이 폴란드 침공에 참전했다. 당시 지휘관은 테오도어 아이케 SS중장이었다.
1940년 5월에 개시된 프랑스 및 저지대 국가(低地帶國家)들을 상대로 한 침공 작전 초기에는 예비 전력으로 전환되었다. 5월 16일 사단은 벨기에 전선에 투입되었다. 사단의 척탄병들은 광적인 자세로 전투에 임했고, 막대한 사상자를 냈다.
이 주에 이미 사단의 첫 번째 범죄가 자행되었다. 프리츠 크뇌클라인(Fritz Knöchlein) SS중위와 휘하 4중대가 르 파라디(Le Paradis)에서 항복한 로얄 노포크 연대(The Royal Norfolk) 소속 장교 및 병사 99명에게 기관총 사격을 가해 97명을 학살했다. 생존자는 단 두 명뿐이었다. 전후 크뇌클라인은 영국 법정에 기소되어 전쟁범죄 혐의로 1948년 유죄 판결을 받았다. 크뇌클라인은 사형을 언도받고 교수형에 처해졌다.
사단은 1940년 프랑스 침공전 후반에도 참전했으며, 타라르(Tarare)에서 식민지 출신 부대를 상대로 겨우 제 몫을 해냈다. 프랑스가 항복한 시기에 사단은 에스파냐 국경 부근에 머물러 있었으며, 1941년 4월까지 그곳에 머물면서 휴식과 재편성을 취했다.

## 바르바로사 그리고 데먄스크 포위전
1941년 4월 사단에 빌헬름 리터 폰 레프 원수의 북부 집단군과 합류하라는 명령이 떨어졌다. 레프 원수의 북부 집단군은 레닌그라드 진공에 참가, 바르바로사 작전의 북익을 담당하고 있었다. 사단은 리투아니아와 라트비아로 진격했고, 7월에는 호언장담되던 스탈린 방어선을 돌파했다. 사단은 격전을 치르며 데먄스크에서 레닌그라드로 진격했다.
1941년이 저물 무렵 사단은 데먄스크 근방까지 진격했지만, 제2군과 더불어 소련군의 동계 역공세에 휘말려 포위망에 빠지고 말았다. 제2군은 1942년 1월부터 10월까지 거의 고립된 상황이었지만, 테오도어 아이케 SS중장과 휘하 장병들은 방어선을 유지하는 데 핵심적인 역할을 했다. 아이케 장군이 상관인 폰 브록도르프 알레펠트 백작과의 불화로 SS장관 하인리히 힘러에 의해 후방으로 전출된 후에는 선임 연대장 막스 지몬 SS준장이 사단장 대리로서 토텐코프를 지휘했다. 아이케 장군은 계속해서 자신의 사단으로 복귀하기를 희망했지만, 하인리히 힘러는 단호하게 거절했다. 지몬 장군은 계속해서 아이케 장군과 연락을 취했고, 아이케 장군은 심각한 병력 손실로 "자신의 사단"이 완전히 사라질지도 모른다는 걱정에 안절부절했다.
1942년 10월 사단은 마침내 포위망을 벗어났다. 사단이 데먄스크 포위망을 벗어났을 때 사단의 생존자는 겨우 6,000여명에 지나지 않았다. 더욱이 이는 그 동안 보충된 수천명의 병력을 포함한 수치였다. 사단은 문자 그대로 만신창이가 돼서 포위망을 빠져나왔던 것이다. 생존자의 30%도 전투에 적합한 상태가 아니었으며, 회복 가능한 병사들도 수주 간의 휴식이 반드시 필요한 정도였다.
사단의 잔존병들은 1942년 10월 말 전선에서 철수, 재편성을 위해 프랑스로 이동했다. 프랑스에 머물면서 사단은 1942년 11월 비시 프랑스의 탈취를 목적으로 한 안톤 작전에 투입되었다. 사단은 기갑 연대를 보충받고 제3 SS 기갑 척탄병 사단 토텐코프로 개편되었다. SS제국지도자 하인리히 힘러와 파울 하우서 SS대장의 노력 덕에 모든 SS 기갑 척탄병 사단에 완편된 기갑 연대가 배치되었고, 그에 따라 명칭과는 달리 기갑 사단으로 완편되었다(단, 편제에 맞게 제1 전차 대대인 판터 대대가 각 사단에 배치된 것은 성채 작전이 종료된 후이다). 아이케 장군이 지휘권을 다시 인수한 10월부터 이듬해 2월까지 사단은 프랑스에 머물렀다.

## 하리코프 - 쿠르스크
1943년 2월 초 에리히 폰 만슈타인 원수의 남부 집단군 소속으로 동부 전선으로 복귀했다. 사단은 파울 하우서 SS대장의 SS 기갑 군단 소속으로 이반 코네프 상장의 공세를 저지하기 위해 제3차 하리코프 공방전에 참전했다. 작전 당시 테오도어 아이케가 탑승한 피젤러 슈토르히(Fieseler Storch) 관측기가 적 전선 위를 비행하던 중 격추되었고, 그로 인해 아이케 장군이 전사했다. 분기탱천한 병사들은 적진을 돌파해 사단장의 유해를 되찾아왔다. 그 후 아이케 장군의 유해는 정식 군장을 갖춰 매장되었다. 막스 지몬 장군이 아이케의 뒤를 이어 사단장이 되었다. 얼마 후인 4월 10일 지몬 장군을 대신해 헤르만 프리스 SS준장이 사단장에 취임했다.
사단을 포함한 제2 SS 기갑 군단은 쿠르스크 돌출부를 제거할 목적으로 개시된 대공세 치타델레 작전에 참가하기 위해 북으로 이동했다. 이 시기 제3 SS 기갑 연대에 티거 중전차(제3 SS기갑 연대 9중대)로 구성된 1개 전차 중대가 배치되었다.
1943년 7월 4일 공격이 개시되었고, 소련군의 대규모 포격이 독일군 집결지에 쏟아졌다. 제2 SS 기갑 군단은 헤르만 호트 상급대장의 제4 기갑군 선봉으로 돌출부 남쪽을 공격했다.
사단은 선봉을 맡은 LSSAH를 엄호하며 제2 SS 기갑 군단의 좌익을 맡았다. 판처카일(PanzerKeil) 제3 SS 기갑 연대는 덥고 메마른 스텝을 가로질러 진격을 계속했다. 강력한 소련군의 저항과 여러 개의 대전차 진지와 맞딱드렸지만 토텐코프의 전차들은 진격을 멈추지 않았다. 하지만 계획보다는 느린 페이스였다. 하우서 장군은 휘하 제2 SS 기갑 군단을 두 개로 나누었고, 이에 따라 사단은 프젤 강을 건너 프로호롭카 마을을 향해 진격을 계속했다.
7월 9일 이른 아침 제6 SS 기갑 척탄병 연대가 프젤 강을 건너 요새화된 클리우치(Kliuchi) 마을 동쪽에 위치한 226.6 고지를 포위하기 위해 북쪽으로 공격해 들어갔다. 공격은 소련군의 방어로 무산되었다. 고지 점령 실패는 프젤 강 북안(北岸)을 통한 진격이 잠정적으로 돈좌되었음을 의미하는 것이었다. 같은 날 오후, 제6 SS 기갑 척탄병 연대는 고지를 점령해 자신들의 실수를 만회했다. 하지만 북쪽으로의 진격은 늦어졌고, 사단 본대는 여전히 프젤 강 이남에 남아 있었다. 제5 SS 기갑 척탄병 연대 일부가 LSSAH 사단의 측면을 지원하며 프로호롭카 방면을 향해 진격을 계속하고 있었을 뿐이었다.
7월 11일 에르빈 마이어드레스 SS대위는 휘하 제3 SS기갑 연대 1대대를 이끌고 강폭이 좁은 지역에 재빨리 부교를 가설해 프젤 강을 도하했다. 교두보에 위치한 부대는 소련군의 격렬한 공격을 여러 차례 받았지만, 마이어드레스가 지휘하는 전차 부대의 지원을 받으며 교두보를 유지하는 데 성공했고, 클리우치 마을을 확보해 교두보를 천천히 확장해 나갔다. 강 북쪽 기슭을 통한 사단의 진격은 강력한 소련군의 저항으로 매우 더디었다. 7월 12일 오후 프젤 강 남안에 위치한 안드레이엡카(Andre'evka) 마을 근방에서 소련군이 제5 SS 기갑 척탄병 연대와 돌격포 대대에게 역공을 가해왔다.
사단장 프리스 장군은 마이어드레스 대위의 대대에 고립된 부대에 대한 지원을 명령했다. 3, 4호 전차들로 구성된 마이어드레스 대위의 전차 대대는 제3 SS 기갑 연대 9중대(중전차) 소속 티거 전차들의 지원을 받았다. 소련 5 근위전차군의 선도 부대와 치열한 전투를 벌인 마이어드레스 대위는 소련군의 공격을 돈좌시키고 다수의 T-34를 격파했다. 하지만 그 대가로 사단은 운용 가능한 예하 전차 모두를 투입해야 했다.
제2 SS 기갑 군단은 소련군의 역공을 돈좌시키고 막대한 손실을 입혔지만, 제2 SS 기갑 군단 자체도 극심한 소모로 공세를 지속할 여력이 없었다. 만슈타인 장군은 예비 전력인 제24 기갑 군단을 투입하려고 했지만 히틀러가 허락하지 않았다. 연합군의 시실리 상륙으로 히틀러는 생각이 바뀌었고, 7월 14일에는 작전 취소를 명령했던 것이다.

## 미우스 - 드네프르
사단은 다스 라이히와 함께 남부 우크라이나에서 재편된 칼 아돌프 홀리트(Karl Adolf Hollidt) 육군보병대장의 제6군으로 전속되었다. 제6군은 미우스 강을 도하할 목적으로 만들어진 소련군의 교두보를 분쇄하기 위해 투입되었다.
사단은 다음 몇 주 동안 격전을 치렀다. 213 고지와 스테파놉카 마을을 둘러싼 7-8월 전투 동안 사단은 막대한 손실을 입었고, 미우스 전선에서 성채 작전 때보다 더 많은 사상자를 냈다. 하지만 소련군의 교두보는 분쇄되었다. 사단은 1,500명의 병력을 잃었고 예하 기갑 연대의 전력은 전차 20량으로 격감했다.
사단은 북쪽으로 이동해 하리코프로 돌아왔다. 토텐코프는 다스 라이히와 함께 소련군의 루먄체프 작전(Rumyantsev)을 저지하고 하리코프를 유지하기 위한 방어전에 돌입했다. 두 사단은 막대한 사상자를 포함, 전차 800량 이상을 격파하며 공세를 저지했지만 소련군에게 측면이 포위되어 8월 23일에는 하리코프를 포기할 수밖에 없었다.
9월 초 사단은 드네프르 강변으로 이동해 왔다. 소련 5 근위전차군 분견대가 크레멘추크로 밀려 들어오면서 드네프르 전선은 돌파될 위협에 처하게 되었고, 토텐코프는 이 교두보 분쇄를 위해 투입되었다.
1943년 10월 사단은 제3 SS 기갑 사단 토텐코프로 개편되었다. 전차 대대는 정식으로 연대로 승격되었고, 두 개의 기갑 척탄병 연대에는 테오도어 아이케와 툴레라는 명예로운 명칭이 수여되었다.
여러 달 동안 사단은 크레멘추크 교두보를 유지했지만 결국 소련군은 수비선을 돌파해냈고, 밀려난 토텐코프와 여타 추축 사단들은 루마니아 국경으로 후퇴했다. 11월 토텐코프는 요충지인 크리보이로크(Krivoi-Rog) 마을을 넘어 드네프르 강 서쪽으로 공격해 들어오는 소련군을 상대로 치열한 방어전을 치렀다.

## 폴란드 - 바르샤바
1944년 1월 토텐코프는 여전히 돌파를 시도하는 소련군을 상대로 크리보이로크 근방의 드네프르 강 동쪽에서 치열한 방어전을 계속하고 있었다. 토텐코프 사단과 대독일 기갑 척탄병 사단의 분전 덕에 전선은 유지되었다. 1944년 2월 56,000명의 독일군이 체르카시 포위망에 빠졌다. 토텐코프는 구출을 돕기 위해 체르카시 방면으로 급파되었다. 사단은 그닐로이틸키치(Gniloy-Tilkich) 강을 도하할 지점을 확보하기 위해 코르순 시를 공격했다. 제1 기갑 사단이 포위된 부대를 구출하기 위해 토텐코프와 함께 전투에 투입되었다.
3월 둘째 주 키로보흐라드(Kirovohrad) 근방에서 치열한 전투를 벌인 토텐코프는 부크강 너머로 퇴각했다. 토텐코프는 새로운 수비 지점을 즉시 구축하기 시작했다. 다시 한 번 그로스도이칠란트 기갑 척탄병 사단과 함께 이바놉카(Ivanovka) 서쪽에서 2주간 고투를 치른 후, 이아시(Iaşi) 근방에 있는 루마니아 국경의 드네스트르강(Dniester) 방면으로 후퇴했다. 추축 전선은 후퇴를 거듭했다.
4월 첫째 주 토텐코프는 루마니아 타르구프루모스(Târgu Frumos) 근방에서 잠시 휴식을 취했다. 사단은 병력과 장비를 보충받았으며, 예하 기갑 연대는 노후한 일부 4호 전차를 대신 판터를 지급받았다. 4월 둘째 주 소련군이 타르구프루모스로 공격을 해왔기에 토텐코프는 전선에 복귀해 승리할 가망성이 보이지 않는 절망적인 수비전을 치렀다. 5월 7일 전선이 소강 상태에 빠지자 토텐코프는 재편성을 위해 후방으로 물러났다.
7월 초 모들린(Modlin) 근방에서 바르샤바로 통하는 길목을 차단하고 있던 헤어베르트 오토 길레 SS대장의 제4 SS 기갑 군단에 합류해 폴란드 그로드노(Grodno) 근방으로 이동하라는 명령이 떨어졌다.
소련의 바그라티온 작전 후 독일 중부 집단군은 괴멸되었고, 독일은 바르샤바 근방까지 480 킬로미터에 이르는 전선을 축소했다. 1944년 7월 말 사단은 바르샤바 지구에 도착했다. 바그라티온 작전으로 붕괴된 중앙 전선에서 제4 SS 기갑 군단만이 소련의 공격을 저지할 수 있는 유일한 부대였다. 1944년 8월 1일 바르샤바 봉기의 도화선이 된 폴란드 국내군(Armia Krajowa)의 봉기가 바르샤바에서 발생했다. 토텐코프의 티거 1개 중대가 이 전투에 동원되어 수량이 손괴되었다. 토텐코프는 봉기 진압에는 참가하지 않았지만, 전선 수비를 맡아 교외 동쪽에서 벌어진 수차례에 걸친 소련군의 강행정찰을 막아냈다.
8월 중순 모들린 근방에서 벌어진 격렬한 전투에서 토텐코프는 제5 SS기갑 사단 비킹 그리고 제1 공수기갑 사단 헤르만 괴링과 함께 폴란드 공산당 사단이 가세한 소련 제3 전차 군단을 실질적으로 괴멸시켰다. 전차가 활동하기에 최적의 조건을 자랑하는 모들린 주변 지역에서 진보된 광학 기술과 위력적인 판터의 75 밀리미터 고속포를 바탕으로 장거리에서 교전을 벌인 토텐코프의 전차들은 T-34를 상대로 우세한 전투를 펼쳤던 것이다.

## 부다페스트 구원 기도 - 헝가리
토텐코프, 비킹 그리고 헤르만 괴링 사단의 분투 덕에 독일은 바익셀 방어선을 유지할 수 있었다. 1944년 12월 제9 SS 산악 군단이 부다페스트에서 포위되었다. 히틀러는 제4 SS 기갑 군단에 서쪽으로 이동해 도시에 갇힌 45,000명의 독일 및 헝가리 병사들을 구출하라는 명령을 내렸다. 동군단은 12월 말에 부다페스트 근방에 도착, 즉시 행동에 돌입했다.
구출 시도는 콘라트 작전이라 명명되었고, 첫 공격은 콘라트Ⅰ이라는 코드명이 붙여졌다. 타타(Tata) 마을에서 비치케-부다페스트 축선을 비킹과 토텐코프가 함께 공격한다는 계획이었다.
초반의 성공에도 불구하고 콘라트Ⅰ작전은 비치케(Bicske) 근방에서 소련군의 강력한 저항에 부딪혔고, 그로 인해 제3 SS 기갑 연대 1대대장 에르빈 마이어드레스 SS소령이 전사했다.
첫작전 실패 후, 토텐코프와 비킹은 시내 중심부를 목표로 한 공세를 단행했다. 콘라트Ⅱ라 명명된 작전은 강력한 저항에 부딪히기 전에 최대한 부다페스트 공항에 접근한다는 것이었다. 오토 길레 SS대장의 군단은 도시 북쪽에 위치한 소련군을 포위하기 위한 책략의 일환으로 후퇴를 명령받았다.
콘라트Ⅲ 작전이 1945년 1월 17일 순조롭게 개시되었다. 소련 10개 사단의 포위를 목표로 수적으로 우세한 구원군은 목적을 달성하지는 못했지만 소련 전선에 24킬로미터에 이르는 구멍을 뚫었다. 구원군은 고립된 45,000명에 이르는 제9 SS 산악 군단 소속 병사들을 구출하는 데 실패했고, 포위망에 남겨진 병사들은 2월 초에 소련군에게 항복했다.
사단은 부다페스트에서 벌러톤호로 퇴각전을 치르며 서쪽으로 후퇴했다. 다가오는 봄의 새짝 작전을 위해 요제프 디트리히 SS상급대장의 제6 SS 기갑군과 합류하기 위해서였다.
길레의 군단은 작전에 참가하기에는 전력이 너무 피폐했기에 작전 초기에는 주공을 맡은 사단의 측면 지원에 동원되었다. 토텐코프는 비킹과 함께 Velenczesee-세케슈페헤어바르(Székesfehérvár) 지구에서 공세의 좌익을 맡았다. 경칩 작전이 진행됨에 따라 사단은 독일군의 측면을 찔러 들어오는 소련군을 막기 위해 악전고투해야 했다.
공세가 지연되자 소련은 3월 15일 빈 작전이라 명명된 대공세를 개시했다. 토텐코프와 헝가리 제2 기갑 사단의 연결부가 공격을 받았고, 직후 두 부대의 접촉은 단절되었다. 제6군 사령관 헤르만 발크 기갑대장은 제4 SS 기갑 군단이 포위되지 않도록 재빨리 제1 SS 기갑 군단에 북쪽에 생긴 틈을 메우라는 명령을 내렸다. 이런 발빠른 대응에도 불구하고 총통의 허가는 느리기만 했고, 그 결과 제1 SS 기갑 군단은 때를 놓치게 되었다.
3월 22일 소련군은 토텐코프와 비킹을 포위하는 데 거의 성공했다. 필사적이었던 발크 장군은 제9 SS 기갑사단 호엔슈타우펜을 투입해 이 지역에 조그만 회랑을 뚫었다. 베르히더(Berhida) 회랑을 확보하기 위한 전투로 호엔슈타우펜은 괴멸할 지경에 이르렀지만 길레의 군단은 탈출에 성공했다.
3월 24일 또 다른 소련의 공격이 빈 방면으로 퇴각하던 지칠대로 지친 제4 SS 기갑 군단을 강타했고, 그로 인해 인접해 있던 제1 SS 기갑 군단과의 모든 접촉이 끊어졌다. 조직적인 수비선은 완전히 붕괴되었다. 토텐코프의 잔존병들은 체코슬로바키아로 하며 퇴각전을 치렀다. 5월 초 잔존병들은 미군 지역에 도달했고 공식적으로 미군에게 항복했다. 그러나 미군은 토텐코프의 잔존병들을 즉시 소련에게 인계했고, 그로 인해 수많은 토텐코프 병사들이 소련 강제노동수용소에서 죽음을 맞이했다.

## 전쟁범죄
게르만계 SS사단 중 토텐코프는 전쟁 범죄와 관련된 가장 어두운 역사를 가지고 있다.
사단의 초기 기간 인원들은 다른 SS 사단들이 SS전투부대를 바탕으로 편성된 데에 반해 SS 해골단을 바탕으로 편성되었다. SS전투부대는 파울 하우서, 펠릭스 슈타이너 그리고 게오르그 케플러 같은 훌륭한 지휘관들에 의해 육성되었지만, SS 해골단은 테오도어 아이케, 막스 지몬 그리고 헬무트 베커 같은 나치 광신자들에 의해 육성되고 지휘되었다. 아이케는 부하들에게 잔혹성을 주입시켜고, 다하우 훈련 시절에서는 보통 강제수용소 부근에서 수감자들을 감시하는 걸로 시간을 소비했다.
SS 토텐코프 사단의 기간 부대가 된 세 개의 SS 토텐코프 연대는 폴란드에서 활동하면서 수많은 전쟁범죄를 저질렀다.
시간이 흐르면서 토텐코프는 심각하게 세뇌된 잔혹하기 그지 없는 인간들로 채워졌고, 그중 일부는 과거에 이미 전쟁 범죄를 저지른 경력이 있는 자들이었다. 1941~1942년 사이에 벌어진 다수의 전쟁 범죄는 토텐코프에게 악명만을 남겨주었다.
황색 상황 작전(Fall Gelb)이 개시된 지 며칠도 지나지도 않아 토텐코프 소속 병사들이 전쟁 범죄를 저질렀다. 토텐코프 제2 보병 연대 4중대가 르 파라디 마을에서 노포크 연대 소속 영국군 97명을 학살했다. 프리츠 크뇌클라인 SS중위는 노포크 연대 병사들에게 납탄을 사용한 행위로 기소되었다. 이는 1899년에 체결된 헤이그 조약을 위반한 행위였다.
종전 후 크뇌클라인은 전쟁범죄 혐의로 유죄 판결을 받고 교수형에 처해졌다.
단, 이점은 명백히 해두어야 한다. 1942년을 끝으로 사단 구성원의 성격은 실질적으로 완전한 전환을 맞이한다. 높은 전사율로 알 수 있듯이 1943년 말에는 초기에 배치된 본래 기간 인원이 거의 남아있지 않았다. 하지만 사단의 악명은 그대로 유지되었다. 1945년 미국에 의해 토텐코프 사단 포로들이 소련에 넘겨졌고, 그 결과 무고한 토텐코프 병사들까지 소련 강제노동 수용소에서 죽음을 맞이하거나 재판없이 총살당했다.

## 지휘관 및 부대 구성
- 기사십자장 수훈자: 55명

### 사단명의 변천
- SS 토텐코프 사단(SS-Totenkopf-Division) 1939년 10월 16일 - 1942년 10월 15일
- SS 기갑 척탄병 사단 토텐코프(SS-Panzergrenadier-Division Totenkopf) 1942년 10월 15일 - 1943년 10월 21일
- 제3 SS 기갑 사단 토텐코프(3. SS-Panzer-Division Totenkopf) 1943년 10월 21일 - 1945년 5월 8일

### 역대 지휘관
| 이름                        | 계급             | 임기 시작       | 임기 종료       |
| 테오도어 아이케             | SS중장           | 1939년 11월 1일 | 1941년 7월 7일  |
| 마티아스 클라인하이스터캄프 | SS상급대령       | 1941년 7월 7일  | 1941년 7월 18일 |
| 게오르그 케플러             | SS소장           | 1941년 7월 18일 | 1941년 9월 21일 |
| 테오도어 아이케             | SS중장 및 SS대장 | 1941년 9월 21일 | 1942년 5월 ??일 |
| 막스 지몬                   | SS상급대령       | 1942년 5월 ??일 | 1942년 10월 5일 |
| 테오도어 아이케             | SS대장           | 1942년 10월 5일 | 1943년 2월 26일 |
| 막스 지몬                   | SS소장           | 1943년 2월 26일 | 1943년 4월 10일 |
| 헤르만 프리스               | SS소장           | 1943년 4월 10일 | 1944년 6월 20일 |
| 칼 울리히                   | SS중령           | 1944년 6월 20일 | 1944년 7월 13일 |
| 헬무트 베커                 | SS소장           | 1944년 7월 13일 | 1945년 5월 8일  |

### 작전 지역
- 독일 1939년 11월 - 1940년 5월
- 벨기에 및 프랑스 1940년 5월 - 1941년 6월
- 소련 (북부 전선) 1941년 6월 -1942년 10월
- 프랑스 1942년 10월 - 1943년 2월
- 소련 (남부 전선) 1943년 2월 - 1944년 7월
- 소련 (중부 전선) 및 폴란드 1944년 7월 - 1944년 12월
- 헝가리 및 오스트리아 1944년 12월 - 1945년 5월

### 병력 상황
- 1941년 6월 18,754명
- 1942년 12월 21,186명
- 1943년 12월 15,415명
- 1944년 6월 21,115명
- 1944년 12월 15,400명

### 전투서열
제3 SS 기갑 사단 토텐코프 (1943년 10월 - 1945년 5월)
- 사단 사령부
- 제3 SS 기갑 연대
- 제5 SS 기갑 척탄병 연대 "토텐코프"
- 제6 SS 기갑 척탄병 연대 "테오도어 아이케"
- 제3 SS 기갑 포병 연대
- 제3 SS 전차 구축 대대
- 제3 SS 기갑 방공 대대
- 제3 SS 기갑 공병 대대
- 제3 SS 기갑 수색 대대
- 제3 SS 야전 보충 대대
- 제3 SS 기갑 통신 대대
- 제3 SS 의무 대대
- 제3 SS 선전 소대
- 제3 SS 야전 헌병 중대

## 참고 문헌
- Nipe, George M - Decision In the Ukraine, Summer 1943, II. SS and III. Panzerkorps. Winnipeg, Canada. J.J. Fedorowicz(1996). ISBN 0-921991-35-5
- Pipes, Jason "3.SS-Panzer-Division Totenkopf"
- Ullrich, Karl - Like a Cliff in the Ocean: A History of the 3rd SS-Panzer-Division Totenkopf. JJ Fedorowicz(2002). ISBN 0-921991-69-X
- Wendel, Marcus "3. SS-Panzer-Division Totenkopf"
- Lexikon-der-wehrmacht.de. "SS-Division Totenkopf".
- Marc J. Rikmenspoel, Waffen-SS Encyclopedia (The Aberjona Press 2004). ISBN 0-9717650-8-1
- George F. Nafziger, Waffen Ss and Other Units in World War II: The German Order of Battle
- Charles Trang, Totenkopf (Heimdal 2006) ISBN 978-2-84048-171-3
- Tim Ripley, Hitler's Praetorians (Spellmount 2004) ISBN 978-0-7603-2068-6
- Mark C. Yerger, Waffen-SS Commanders: The Army, Corps and Divisional Leaders of a Legend: Augsberger to Kreutz (Schiffer Publishing, Ltd 1997) ISBN 978-0-7643-0356-2
- Mark C. Yerger, Waffen-SS Commanders: The Army, Corps and Divisional Leaders of a Legend: Krüger to Zimmermann (Schiffer Publishing, Ltd 1999) ISBN 978-0-7643-0769-0